# ملعب رينزو باربيرا
ملعب رينزو باربيرا (سابقا كان يسمى ملعب لا فافوريتا) ملعب متعدد الاستخدامات لعدة رياضات يقع في مدينة باليرمو الإيطالية . يعتبر الملعب الرئيسي لمباريات نادي باليرمو . تم افتتاحه في سنة 1989 ويتسع لحضور 37619 متفرج .